# Dynoro
Edvinas Pechovkis, dit Dynoro, est un disc-jockey et producteur de musique Lituanien, né le 25 décembre 1999 à Vilnius en Lituanie.
Il est principalement connu pour son titre In My Mind en 2018. La chanson reprend le titre du même nom d'Ivan Gough et Feenixpawl, sorti en 2012, auquel est incorporé le hook de L'Amour toujours, chanson de Gigi D'Agostino sortie en 1999.

## Carrière
Dynoro commence sa carrière en publiant des titres et des remixes sur SoundCloud et Spotify en 2013. Il gagne en popularité en Lituanie grâce à la chaîne Youtube et le label "Lithuania HQ". En janvier 2018, il sort le titre In My Mind. Pour des raisons de droits d'auteur, le single a été retiré des magasins. Une nouvelle version sort en juin 2018 sur B1 Recordings, une coentreprise avec Sony Music, avec Gigi D'Agostino ajouté en tant qu'artiste principal,. La chanson atteint la première place des charts en Allemagne, Autriche, Belgique (Wallonie), Finlande, Norvège, Suède, et Suisse, et se classe dans le top 10 de divers pays.

## Discographie

### Singles
| Titre                                                                            | Année | Meilleurs classements | Meilleurs classements | Meilleurs classements | Meilleurs classements | Meilleurs classements | Meilleurs classements | Meilleurs classements | Meilleurs classements | Meilleurs classements | Meilleurs classements | Meilleurs classements | Meilleurs classements | Meilleurs classements | Certifications |
| Titre                                                                            | Année | ALL                   | AUT                   | BEL (FL)              | BEL (WAL)             | DAN                   | FRA                   | IRE                   | ITA                   | NOR                   | P-B                   | R-U                   | SUE                   | SUI                   | Certifications |
| -------------------------------------------------------------------------------- | ----- | --------------------- | --------------------- | --------------------- | --------------------- | --------------------- | --------------------- | --------------------- | --------------------- | --------------------- | --------------------- | --------------------- | --------------------- | --------------------- | --- |
| Streets                                                                          | 2016  | —                     | —                     | —                     | —                     | —                     | —                     | —                     | —                     | —                     | —                     | —                     | —                     | —                     | |
| Hype                                                                             | 2017  | —                     | —                     | —                     | —                     | —                     | —                     | —                     | —                     | —                     | —                     | —                     | —                     | —                     | |
| Dreaming                                                                         | 2017  | —                     | —                     | —                     | —                     | —                     | —                     | —                     | —                     | —                     | —                     | —                     | —                     | —                     | |
| Take It                                                                          | 2017  | —                     | —                     | —                     | —                     | —                     | —                     | —                     | —                     | —                     | —                     | —                     | —                     | —                     | |
| Love Me                                                                          | 2017  | —                     | —                     | —                     | —                     | —                     | —                     | —                     | —                     | —                     | —                     | —                     | —                     | —                     | |
| Tau Taip Atrodo (avec 8 Kambarys)                                                | 2017  | —                     | —                     | —                     | —                     | —                     | —                     | —                     | —                     | —                     | —                     | —                     | —                     | —                     | |
| In My Mind                                                                       | 2018  | —                     | 29                    | —                     | —                     | —                     | —                     | —                     | —                     | —                     | —                     | —                     | —                     | —                     | |
| Hangover                                                                         | 2018  | —                     | —                     | —                     | —                     | —                     | —                     | —                     | —                     | —                     | —                     | —                     | —                     | —                     | |
| In My Mind (avec Gigi D'Agostino)                                                | 2018  | 1                     | 1                     | 2                     | 1                     | 4                     | 3                     | 5                     | 1                     | 1                     | 3                     | 5                     | 1                     | 1                     | - BEA: 2× Platine - BPI: Platine - BVMI: Diamant - FIMI: 2× Platine - IFPI AUT: 2× Platine - IFPI DEN: 2× Platine - IFPI SWI: 2× Platine - NVPI: Platine - SNEP: Diamant |
| Obsessed (avec Ina Wroldsen)                                                     | 2019  | —                     | —                     | —                     | —                     | —                     | —                     | —                     | —                     | 13                    | —                     | —                     | —                     | —                     | |
| Rockstar (avec Ilkay Sencan)                                                     | 2019  | —                     | —                     | —                     | —                     | —                     | —                     | —                     | —                     | —                     | —                     | —                     | —                     | —                     | |
| On & On (avec Alok)                                                              | 2019  | —                     | —                     | —                     | —                     | —                     | —                     | —                     | —                     | —                     | —                     | —                     | —                     | —                     | |
| Zver                                                                             | 2020  | —                     | —                     | —                     | —                     | —                     | —                     | —                     | —                     | —                     | —                     | —                     | —                     | —                     | |
| Me Provocas (avec Fumaratto)                                                     | 2020  | —                     | —                     | —                     | —                     | —                     | 54                    | —                     | —                     | —                     | —                     | —                     | —                     | —                     | |
| Elektro (avec Outwork featuring Mr Gee)                                          | 2020  | —                     | —                     | —                     | —                     | —                     | —                     | —                     | —                     | —                     | —                     | —                     | —                     | —                     | |
| Monsters (featuring 24kGoldn)                                                    | 2021  | —                     | —                     | —                     | —                     | —                     | —                     | —                     | —                     | —                     | —                     | —                     | —                     | —                     | |
| Swimming In Your Eyes                                                            | 2021  | —                     | —                     | —                     | —                     | —                     | —                     | —                     | —                     | —                     | —                     | —                     | —                     | —                     | |
| Wildfire                                                                         | 2022  | —                     | —                     | —                     | —                     | —                     | —                     | —                     | —                     | —                     | —                     | —                     | —                     | —                     | |
| Why Why Why (avec HVME & Gaudini)                                                | 2022  | —                     | —                     | —                     | —                     | —                     | —                     | —                     | —                     | —                     | —                     | —                     | —                     | —                     | |
| Live and Die (featuring Sophie Simmons)                                          | 2022  | —                     | —                     | —                     | —                     | —                     | —                     | —                     | —                     | —                     | —                     | —                     | —                     | —                     | |
| Thousand Lullabies                                                               | 2023  | —                     | —                     | —                     | —                     | —                     | —                     | —                     | —                     | —                     | —                     | —                     | —                     | —                     | |
| Déjà Vu (avec TRFN & Zhiko)                                                      | 2023  | —                     | —                     | —                     | —                     | —                     | —                     | —                     | —                     | —                     | —                     | —                     | —                     | —                     | |
| « — » indique que le single n'est pas sorti ou ne s'est pas classé dans le pays. |       |                       |                       |                       |                       |                       |                       |                       |                       |                       |                       |                       |                       |                       | |

### Remixes
- 2014 : A Tribe Called Quest & Tchami - Stressed Out (Dynoro Remix)
- 2014 : Mirami featuring Danzel - Upside Down (Lew Basso & Dynoro Remix)
- 2015 : Kaskade featuring Ilsey - Disarm You (Dynoro Remix)
- 2016 : Corona - The Rhythm of the Night (Dynoro Remix)
- 2016 : Mount & Palastic - Once again (Dynoro Remix)
- 2016 : Bonnie & Clyde - Where It Hurts (Dynoro Remix)
- 2016 : Антоха MC - О Музыка (Dynoro Remix)
- 2017 : Seeya - Papito Chocolata (Dynoro Bootleg)
- 2017 : 8 Kambarys featuring Sil - Einu Iš Proto (Dynoro Remix)
- 2017 : Jovani - Miami Dream (Dynoro Remix)
- 2017 : Dwin - Bye Bye Boy (Dynoro Remix)
- 2017 : Антоха MC & BMB - Это лето (Dynoro Remix)
- 2018 : Dynoro - Hangover (Dynoro Remix)